# Barry Award/Bester Taschenbuchroman
Barry Award: Bester Taschenbuchroman
Gewinner des Barry Awards in der Kategorie Bester Taschenbuchroman (Best Paperback Original / Best Paperback Novel), der seit 1997 das beste im Vorjahr in den USA oder Kanada erschienene Werk eines Autors aus dem Krimi- oder Mystery-Genre auszeichnet, das im Taschenbuch-Format erschienen ist (im Gegensatz zur Kategorie Bester Roman). Seit 2000 ist diese Kategorie US-amerikanischen und kanadischen Autoren vorbehalten, während ihren britische Kollegen eine eigene Kategorie gewidmet ist.
| Jahr | Preisträger          | Romantitel                      | Deutscher Titel         |
| ---- | -------------------- | ------------------------------- | ----------------------- |
| 1997 | Susan Wade           | Walking Rain                    |                         |
| 1998 | Harlan Coben         | Back Spin                       | Preisgeld               |
| 1999 | Preis nicht vergeben | Preis nicht vergeben            | Preis nicht vergeben    |
| 2000 | Robin Burcell        | Every Move She Makes            |                         |
| 2001 | Eric Wright          | The Kidnapping of Rosie Dawn    |                         |
| 2002 | Deborah Woodworth    | Killing Gifts                   |                         |
| 2003 | Danielle Girard      | Cold Silence                    |                         |
| 2004 | Jason Starr          | Tough Luck                      | Dumm gelaufen           |
| 2005 | Elaine Flinn         | Tagged for Murder               |                         |
| 2006 | Reed Farrell Coleman | The James Deans                 |                         |
| 2007 | Sean Doolittle       | The Cleanup                     |                         |
| 2008 | Megan Abbott         | Queenpin                        |                         |
| 2009 | Julie Hyzy           | State of the Onion              |                         |
| 2010 | Bryan Gruley         | Starvation Lake                 |                         |
| 2011 | Val McDermid         | Fever of the Bone               | Vatermord               |
| 2012 | Michael Stanley      | Death of the Mantis             |                         |
| 2013 | Susan Elia McNeal    | Mr. Churchill’s Secretary       |                         |
| 2014 | Adrian McKinty       | I Hear the Sirens in the Street | Die Sirenen von Belfast |
| 2015 | Allen Eskens         | The Life We Bury                |                         |
| 2016 | Lou Berney           | The Long and Faraway Gone       |                         |
| 2017 | Adrian McKinty       | Rain Dogs                       | Rain Dogs               |
| 2018 | Allen Eskens         | The Deep Dark Descending        |                         |
| 2019 | Dervla McTiernan     | The Ruin                        | Todesstrom              |
| 2020 | Rick Mofina          | Missing Daughter                |                         |
| 2021 | James W. Ziskin      | Turn to Stone                   |                         |